# American Meteorological Society
La American Meteorological Society (AMS) es una asociación científica estadounidense compuesta por profesionales de la meteorología. Sus fines son el desarrollo y la difusión del conocimiento en el campo de las ciencias atmosféricas, la oceanografía y la hidrología, así como el avance de sus aplicaciones derivadas.
Fundada en 1919, la Sociedad Meteorológica Estadounidense cuenta con más de 11.000 miembros: profesionales, profesores, estudiantes y aficionados entusiastas. La AMS publica once revistas (en versión impresa y electrónica), así como varios libros y monografías. Organiza más de doce congresos anuales y ofrece numerosos servicios a sus miembros dentro de las secciones locales.
La AMS participa en varios debates e investigaciones para el futuro, en particular sobre la sequía, la capa de ozono, el cambio climático y el posible papel de los profesionales en esta rama.

## Descripción
La Sociedad Meteorológica Estadounidense tiene como objetivo promover la ciencia y la tecnología en la ciencia atmosférica y oceánica en beneficio de la sociedad. Publica once revistas científicas generales y temáticas en los campos de la meteorología, la oceanografía y ciencias afines. La AMS también publica libros educativos y profesionales y organiza conferencias sobre diversos temas para profesionales en el campo, así como reuniones de divulgación. Administra programas de certificación para meteorólogos vistos en televisión o escuchados en la radio en los Estados Unidos y para aquellos que ofrecen sus servicios como consultores. Finalmente, la AMS premia con premios a los mejores estudiantes ya los mejores investigadores en los campos de las ciencias atmosféricas en Estados Unidos.

## Historia
En 1919, Charles Franklin Brooks del Observatorio Meteorológico de Blue Hill en Massachusetts fundó AMS para unir a los miembros de los Estados Unidos. Signal Corps y U.S. Weather Bureau, los dos predecesores del actual Servicio Meteorológico Nacional de EE. UU., y algunos aficionados a la meteorología. La membresía era menos de 600, incluidos Francis Reichelderfer y John Park Finley, y podían recibir el Boletín de la Sociedad Meteorológica Estadounidense, un suplemento de la Revisión meteorológica mensual publicada por la Oficina Meteorológica. En 1922, el costo de la membresía se redujo de US$ 1 a US$ 2, lo que eliminó a la mayoría de los aficionados.
Durante las décadas de 1930 y 1940, la AMS participó activamente en el rápido desarrollo de la ciencia atmosférica a través de la difusión de descubrimientos en sus publicaciones y conferencias. La Segunda Guerra Mundial fue un período muy importante en el que muchos meteorólogos militares y civiles se formaron para las necesidades de las fuerzas armadas. Un buen número de ellos terminó en la industria civil y la academia después del conflicto, lo que aumentó considerablemente la membresía de la AMS4. Esto aumentó de 1.200 en 1940 a casi 3.800 en 1950.
La investigación emprendida durante la guerra continuó con fines civiles, por ejemplo, el uso de radares para meteorología. Esto allanó el camino para la aparición de la primera revista científica de la Sociedad, el Journal of Meteorology, una idea de Carl-Gustaf Rossby, su presidente en 1944 y 1945. Esta revista se dividirá en Journal of Applied Meteorology y Climatology y Journal of the Atmospheric Sciences varios años después1. Posteriormente se publicaron varias revistas especializadas, libros y un glosario de meteorología, la mayoría ahora disponibles en línea. Solo en 2017 se publicaron más de 35.000 páginas.
La AMS reemplazó la gestión de voluntarios con personal permanente a partir de 1946 y estableció su sede en Boston. Durante este tiempo, la AMS se reestructuró, creando categorías para estudiantes, empresas, “Fellows” y “miembros de honor”, ampliando su audiencia y el número de asistentes a las reuniones. El número de miembros siguió creciendo, ascendiendo a casi 7.000 en 1960 y alcanzando un pico de casi 14.000 en la década de 2010.